# Grace Andrews
Grace Andrews (30 de maio de 1869 – 27 de julho de 1951) foi uma matemática norte-americana.

## Educação
Andrews se formou no Wellesley College em 1890. Ela recebeu seu certificado da Universidade de Columbia em 1899 e seu diploma de Ph.D. em 1901. Ela, juntamente com Charlotte Angas Scott, foi uma das duas únicas mulheres listadas na primeira edição do "American Men of Science", que apareceu em 1906.

## Carreira
Trabalhou como professora assistente de matemática no Barnard College de 1900 a 1902. Também atuou como contadora do Tesoureiro da Universidade Wesleyan de 1903 a 1926.